# Pelikan (Schiff, 1891)

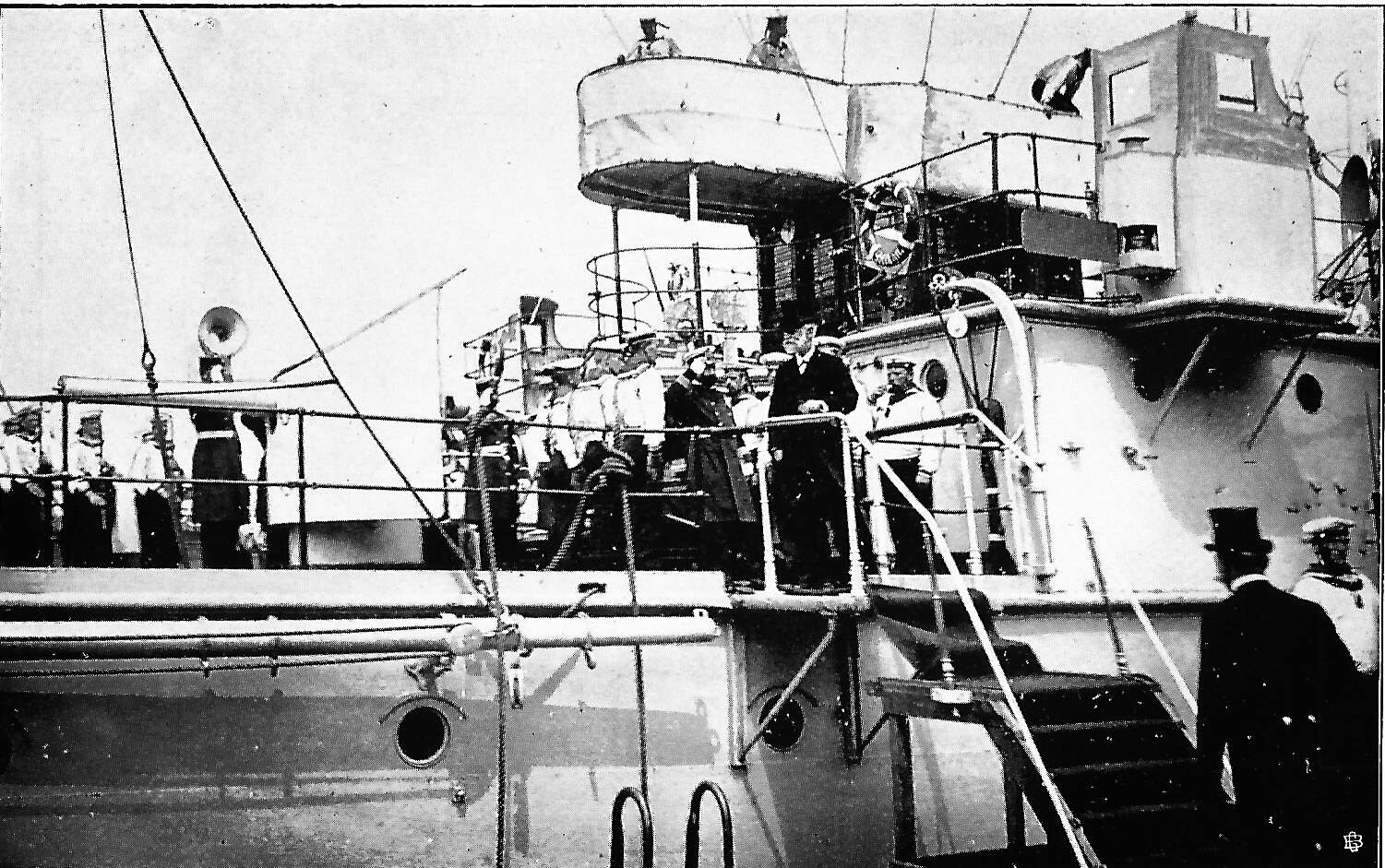
Detailaufnahme (15. Juli 1909)

Die Pelikan war ein Minenschiff der Kaiserlichen Marine. Ursprünglich wurde es als Transportdampfer für die Ablösung der in Übersee stehenden Besatzungsteile deutscher Marineschiffe erbaut, später zum Minenschiff umgerüstet.

## Geschichte
Erstmals wurde der Bau 1877 gefordert, jedoch lehnte der Reichstag die Bewilligung entsprechender Gelder ab. Die Admiralität führte daraufhin das Verfahren ein, aus- und heimreisende Kriegsschiffe für Ablösungstransporte zu verwenden. Später nutzte man hierfür auch den Liniendienst der mittlerweile etablierten Reedereien. Im Etat für 1888 wurden erneut Mittel zum Bau eines Transportfahrzeuges gefordert und diesmal auch bewilligt, so dass man endlich zum Bau schritt.
Nachdem die Pelikan in Dienst gestellt worden war, stellt man jedoch fest, dass der Bedarf für ein solches Fahrzeug nicht mehr gegeben war, so dass das Schiff für zweitrangige Aufgaben genutzt wurde. Die Einsätze als Wachschiff für den Kieler Hafen, für die ozeanographische Erkundung der Ostsee oder als „Simulaker“ bei Flottenmanövern waren keine adäquate Nutzung.
Erst die Bildung der Minenversuchskommission der Kaiserlichen Marine am 1. November 1895 bescherte ihr eine Verwendung. Die Pelikan wurde dieser Kommission als Versuchsschiff zugewiesen und erlangte hier sehr große Bedeutung auf dem Gebiet der technischen Entwicklung und der Schulung für die Marine. Zudem wurde sie nach der schweren Havarie des Linienschiffs Kaiser Friedrich III. auf der Untiefe Adlergrund nördlich des Kap Arkona 1901 zur Neuvermessung des Seewegs eingesetzt.

## Einsätze im Ersten Weltkrieg
Zu Kriegsbeginn lag die Pelikan in der Kaiserlichen Werft Danzig zur Generalüberholung der Kesselanlage. Nach Beendigung dieser Arbeiten am 25. September 1914 trat sie einsatzmäßig unter das unmittelbare Kommando der Hochseeflotte als Minenschiff.
Eingesetzt wurde die Pelikan
- am 22. Dezember 1914 zusammen mit der Nautilus zum Legen einer Minensperre in der Deutschen Bucht
- am 31. Juli 1915 und 1. August 1915, beim Legen einer U-Boots-Minensperre in der Deutschen Bucht
- am 13. August 1915, beim Legen einer weiteren U-Boots-Minensperre in der Deutschen Bucht
- am 2. Oktober 1915 und 3. Oktober 1915 beim Legen von U-Boots-Minensperren in der Deutschen Bucht
- ab 1. Juni 1916 nur noch Verwendung als Minenversuchsschiff, da durch die beiden Minenkreuzer Brummer und Bremse moderne Schiffe zum Verlegen von Sperren vorhanden waren
- von Kriegsende 1918 bis zum 15. Oktober 1920 Verwendung als Mutterschiff für Minenräumfahrzeuge

Einen Monat später, am 15. November 1920, erfolgte die Streichung aus der Liste der Kriegsschiffe. Die Pelikan wurde am 8. April 1921 nach Hamburg zum Abwracken verkauft und umgehend dort abgebrochen.